# Aandacht en Eenvoud

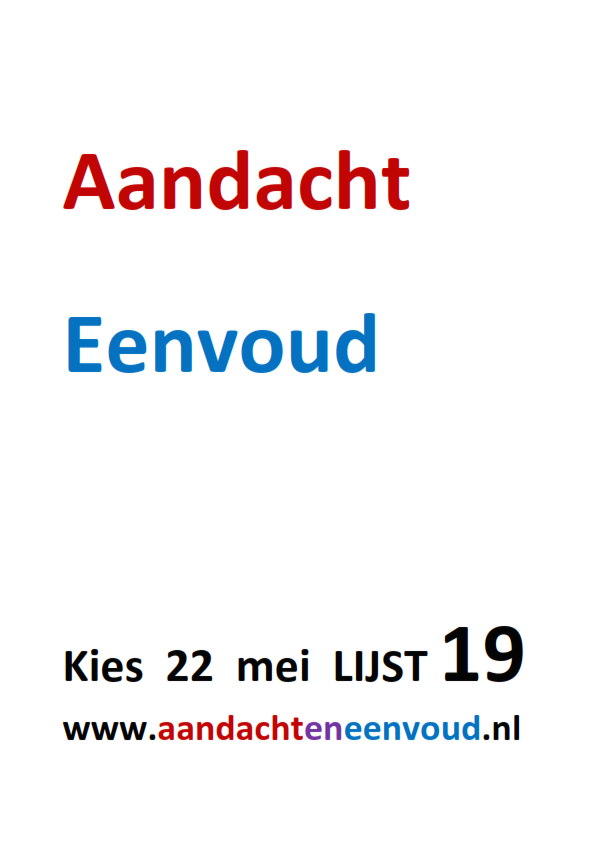
Verkiezingsposter

Aandacht en Eenvoud was een Nederlandse politieke partij die is opgericht op 25 februari 2014.
Doel van de partij was bevordering van eigenschappen "aandacht", "eenvoud" en "duurzaam ontwikkelen". De partij was ontstaan uit het medio 2012 gestarte Netwerk Politieke Innovatie (NPI), een groep van beleid- en organisatieprofessionals die makers en uitvoerders van publiek beleid wilde stimuleren tot innovatie van de procesaanpak ervan. Lijsttrekker en centrale figuur was manager en evangelist Abraham de Kruijf, die tien jaar eerder Leefbaar Europa oprichtte.

## Deelname aanEuropese Parlementsverkiezingen 2014
Aandacht en Eenvoud nam onder lijstnummer 19 deel aan de Europese Parlementsverkiezingen op 22 mei 2014. De partij haalde 3174 stemmen (0,07%), ruimschoots te weinig voor een zetel.